# Pressens villa

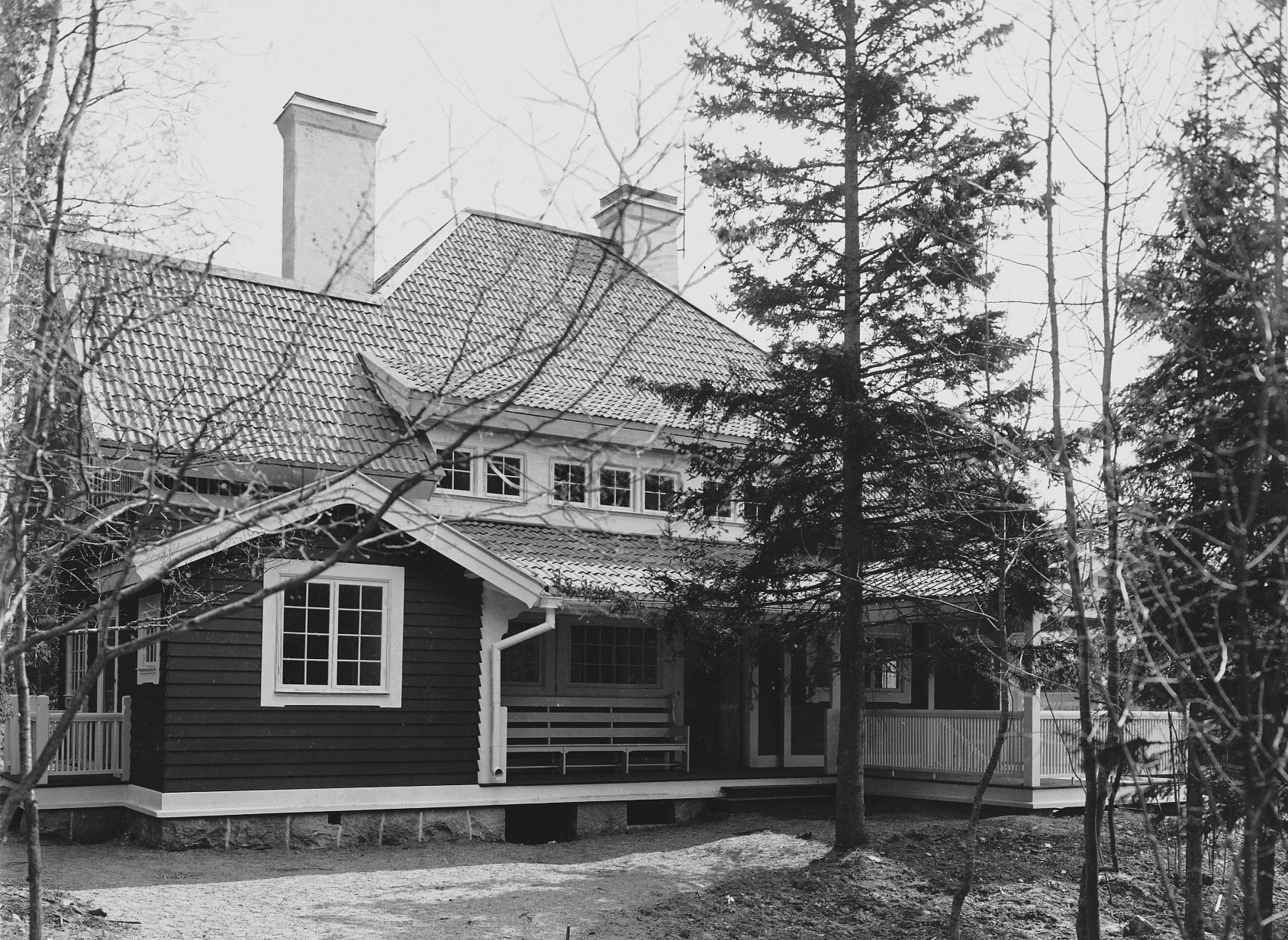
Pressens villa 1902.

Pressens villa var en privatbostad på hörntomten nuvarande Vikvägen / Ringvägen i Saltsjöbaden, Nacka kommun. Villan uppfördes 1901–02 av byggmästaren Vilhelm Norrbin efter arkitekt Carl Westmans ritningar och var hans stora genombrottsverk. Huset utgjorde högsta vinsten i Pressens lotteri och kallades på originalritningarna ”Publicistklubbens utlottningsvilla”. Med Pressens villa introducerade Westman en ny villatyp i Sverige. Husets revs 1957 för att ge plats åt nuvarande villabyggnad.

## Beskrivning

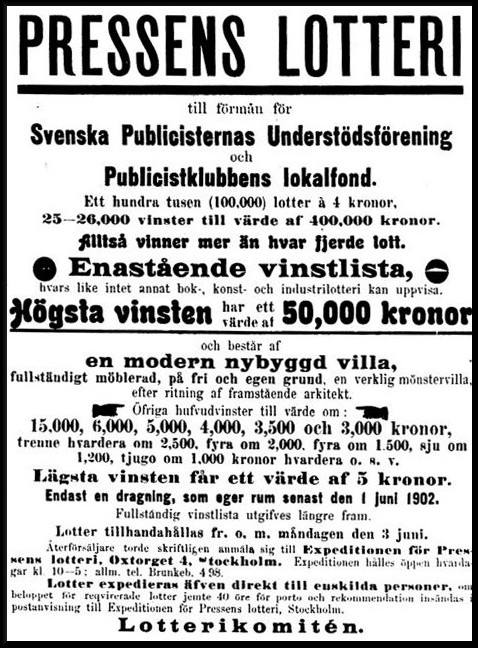
Annonsen, 1901-02.

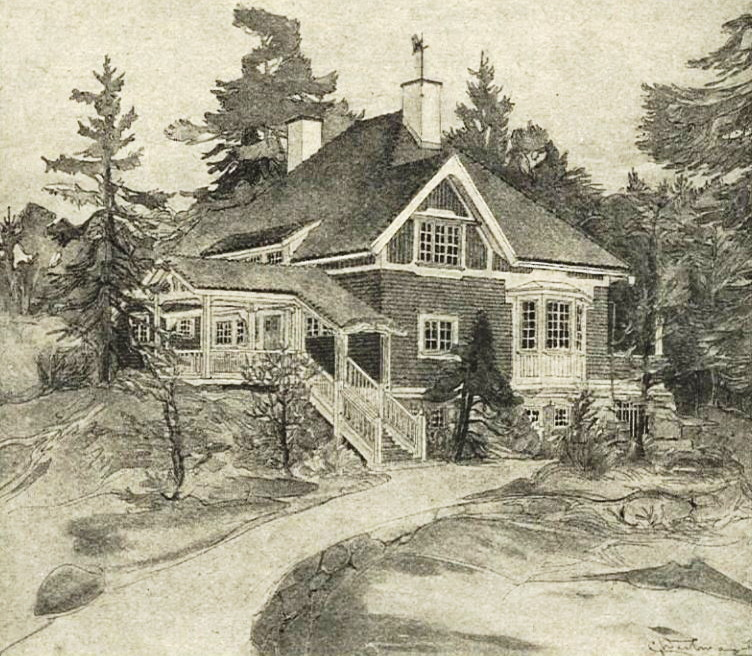
Carl Westmans skiss.

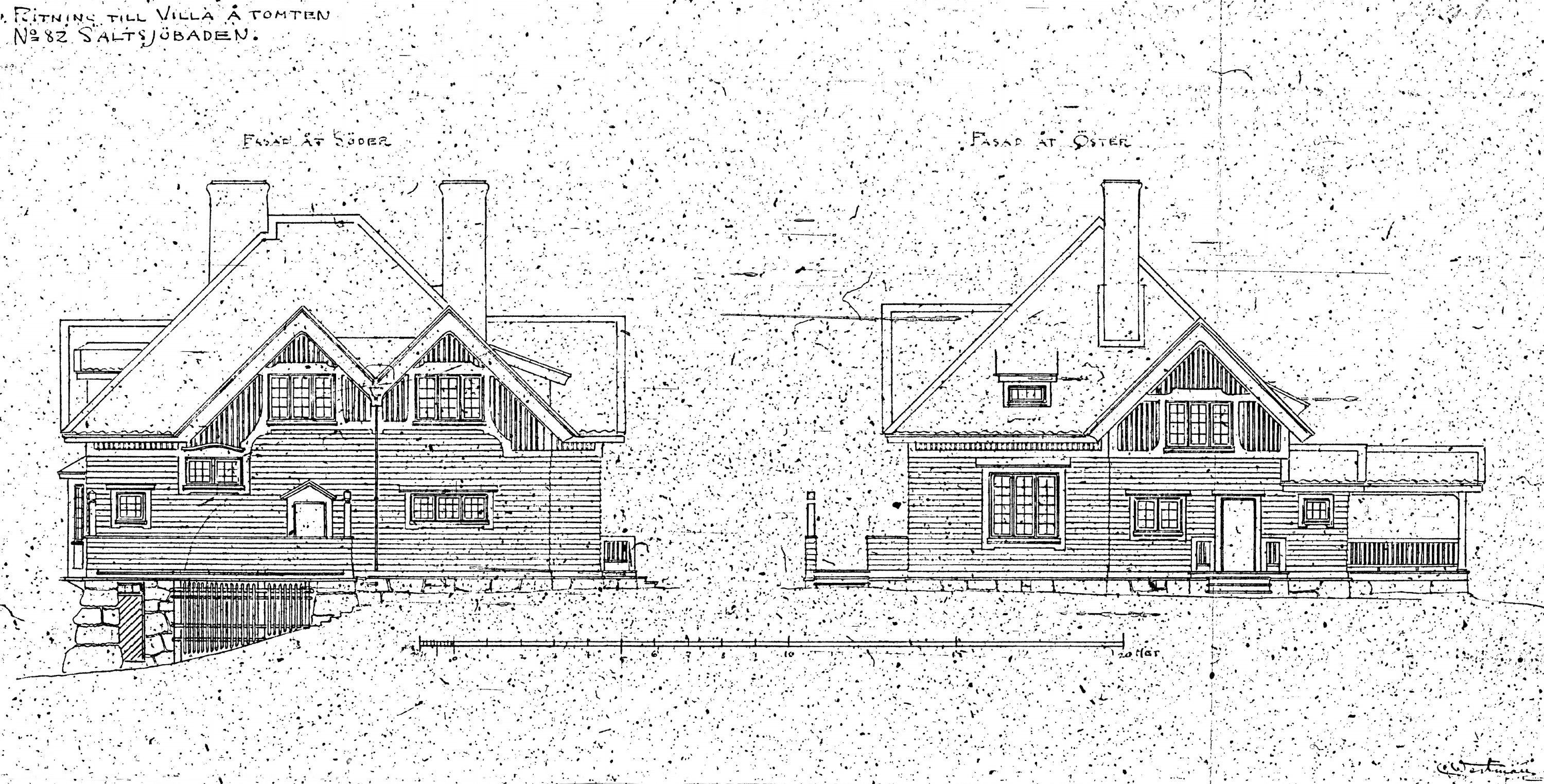
Carl Westmans fasadritningar.

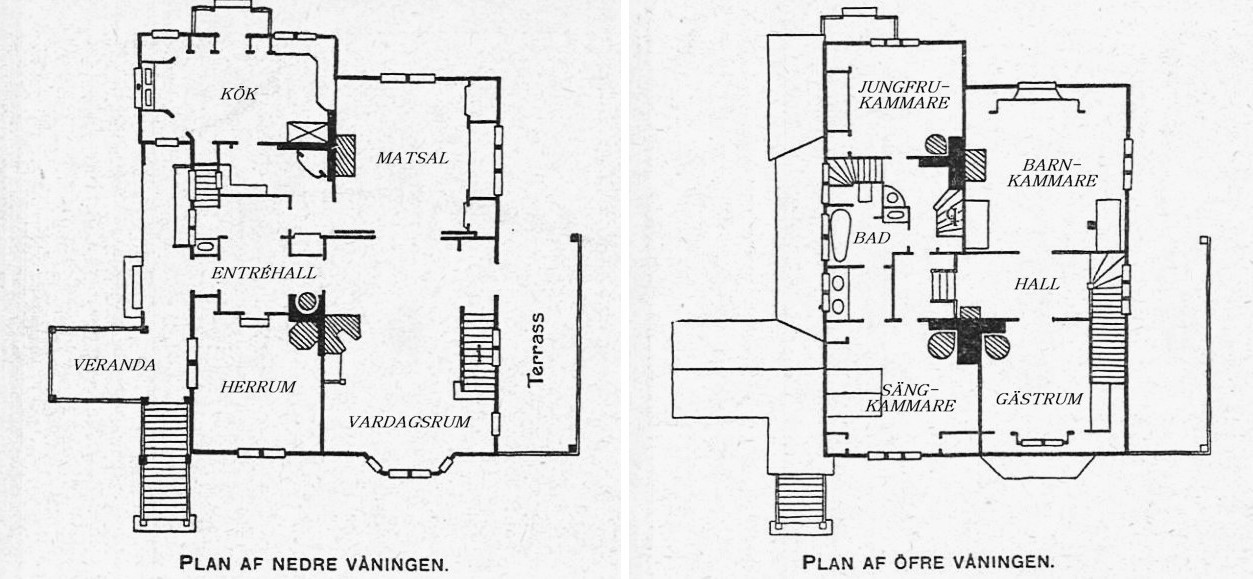
Planritningar.

Pressens villa utgjorde högsta vinsten i Pressens lotteri, anordnat av Publicistklubben till förmån för Svenska publicisternas understödsförening och Publicistklubbens lokalfond. Högsta vinsten hade ett värde motsvarande 50 000 konor och bestod av "en modern nybyggd villa, fullständigt möblerad, på fri grund efter ritning av framstående arkitekt". Så stod det i tidningsannonser som publicerades på hösten 1901 och våren 1902. Dragningen skulle äga rum den 1 juni 1902. Begreppet "Pressens villa" användes redan i maj 1902 när tidskriften Idun presenterade huset. År 1903 anges en  herr Louis Schard, Saltsjöbaden som ägare, han var förmodligen vinnaren av Pressens villa. 
Husets "framstående arkitekt" var Carl Westman och byggnaden uppfördes på en stark sluttande tomt vid Neglingeviken i det då unga Saltsjöbaden. Villan var således inte avsedd för en speciell beställare, och Westman fick fria händer att gestalta byggnaden efter eget huvud. Han ritade både huset samt den fasta och lösa inredningen, delvis i samarbete med hustrun Elin. Byggnaden fick karaktären av ”idealvilla”. 
Westman ritade ett falurött hus med vita knutar, avsett för folk i de övre samhällsskikten. Det var nytt och djärvt. Inte minst bland alla nya sommarvillor i Saltsjöbaden som byggdes i schweizerstil och american stick style, ofta med dyster inredning, stora verandor och torn, svarvade stolpar och pelare samt fantasirika snickeridetaljer. Westmans villa var, enligt tidskriften Idun, ”i en stil, som hvarken är villa eller bondstuga, men en skicklig förening af bäggedera […] med krappröda väggar, som nästan flamma af färgstyrka, brutet rödt tegeltak, snöhvita skorstenar och med taklister och fönsterinfattningar i samma hvita ton”. Om man vill få ett intryck av husets fasadfärger kan man jämföra med Carl Westmans egen villa från 1902 som finns på närbelägna Danska Backarna 16.
I Pressens villa sammanflätade Westman influenser från engelska Arts and Crafts Movement, kontinental jugendstil, svensk nationalromantik och ”det svenska lynnet”. Med det senare menade han bland annat att ”med vår natur, med vår gamla allmogestil […] med våra herrgårdar, gamla putspalats och köpmanshus […] borde vi kunna göra en svensk konst med nutidens prägel och med aning om gamla sekel.”
Mycket av villans öppna planlösning var påverkad av samtida engelska villor, där rummen liksom flyter in i varandra. Exempelvis låg kök och sällskapsrum grupperade kring hallen i bottenvåningen, med herrummet för sig. Vardagsrum och matsal hade förbindelse via en skjutdörr. Matsalen hade väggfast bänk, inramad av breda väggskåp. En trappa upp låg sängkammare, gästrum, jungfrukammare och barnkammare kring en övre hall med bad- och toalettrum. 
Huset var omfattande möblerat med lös och fast inredning, allt ritat och formgivet av Carl och Elin Westman. Stort omsorg lades exempelvis vid barnkammarens humoristiska inredning med sina specialritade barnmöbler, sänggaveln med utskurna hästar, stolarna med växtmotiv i ryggstödet, bordet med en sovande katt i bordsbenen och en kakelugn, där tulpanerna växte i rader nedtill medan en katt satt ryggvänd över eldluckorna. 
I sitt reportage om villan den 10 maj 1902 skrev tidskriften Idun avslutningsvis: ”Det är oss veterligt första gången i vårt land en arkitekt så från början till slut timrat ett hem [...] i smak och individualitet af långt högre värde än många nutida praktbostäder, som gå under benämningen hem.”

## Villans vidare öden
Huset byggdes om 1931, då bland annat vinden inreddes med ytterligare ett sovrum. 1940 lät ägaren jägmästare David Hultmark bygga ett privat skyddsrum, vilket även fungerade som garage, på tomten. Han var Pressens villas siste ägare och avled i januari 1957. Samma år revs villan på initiativ av den nye ägaren, sonen och arkitekten Bengt Hultmark, som ärvt fastigheten. Han lät, efter egna ritningar, uppföra nuvarande byggnad för sig och sin familj.

## Interiörbilder
En serie interiörbilder tagna år 1902 av fotografen Anton Blomberg för veckotidningen Idun.

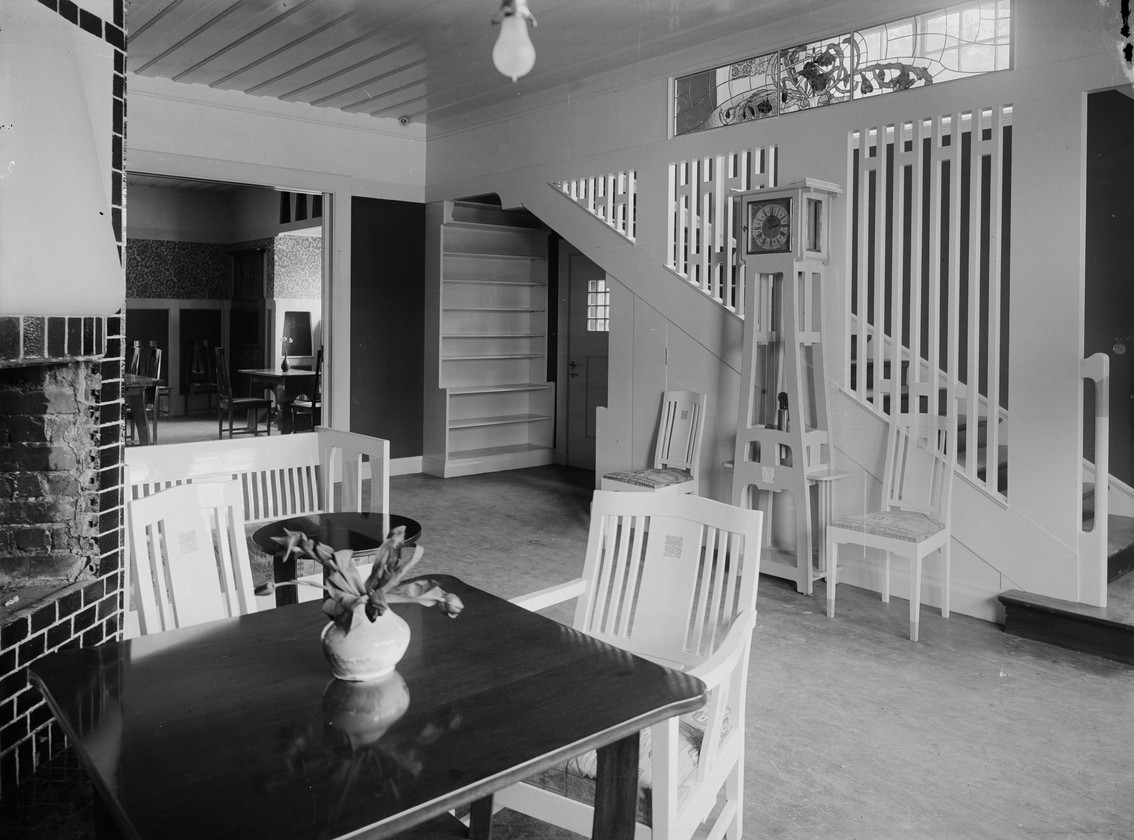
Vardagsrummet
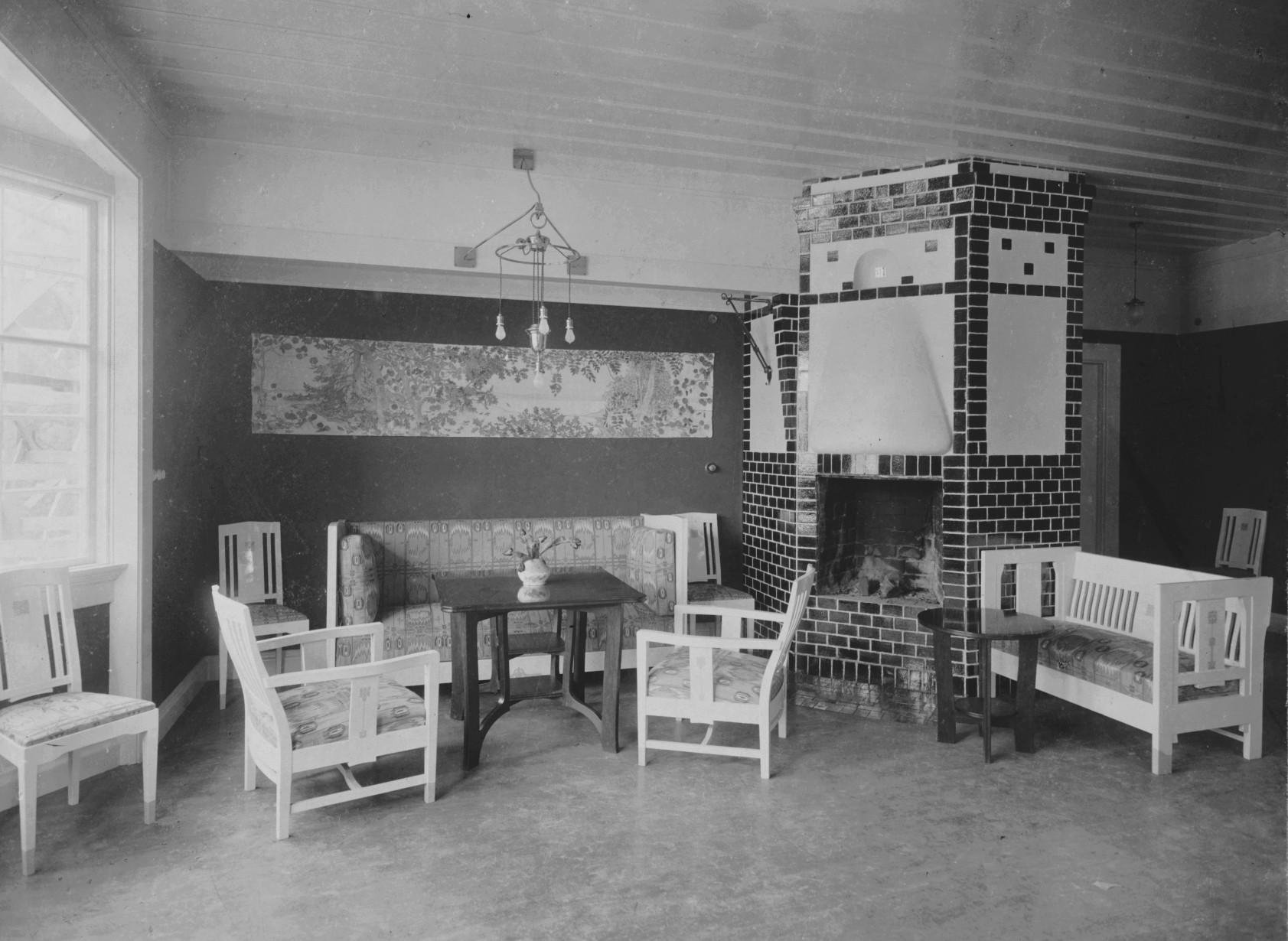
Vardagsrummet
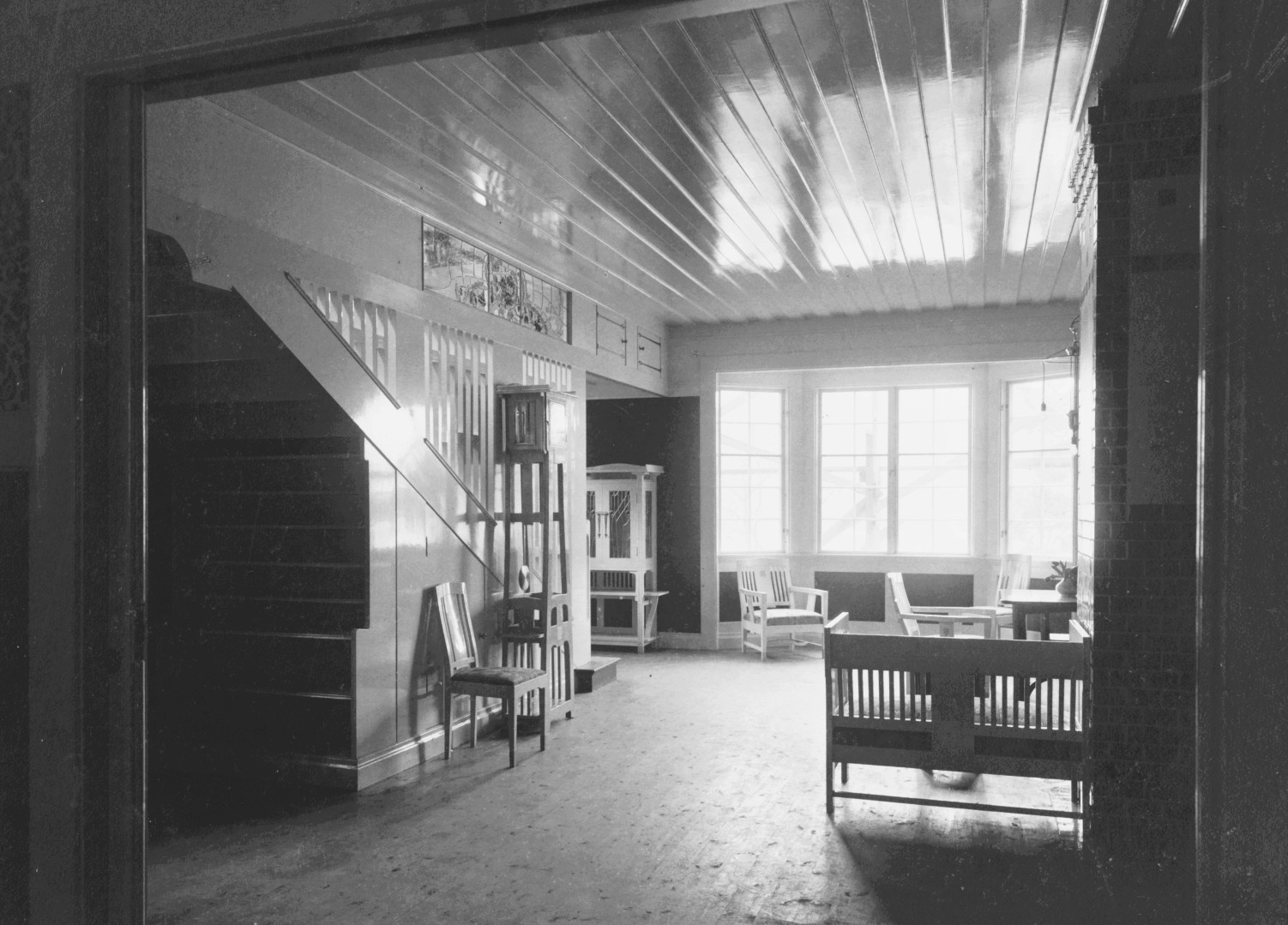
Vardagsrummet
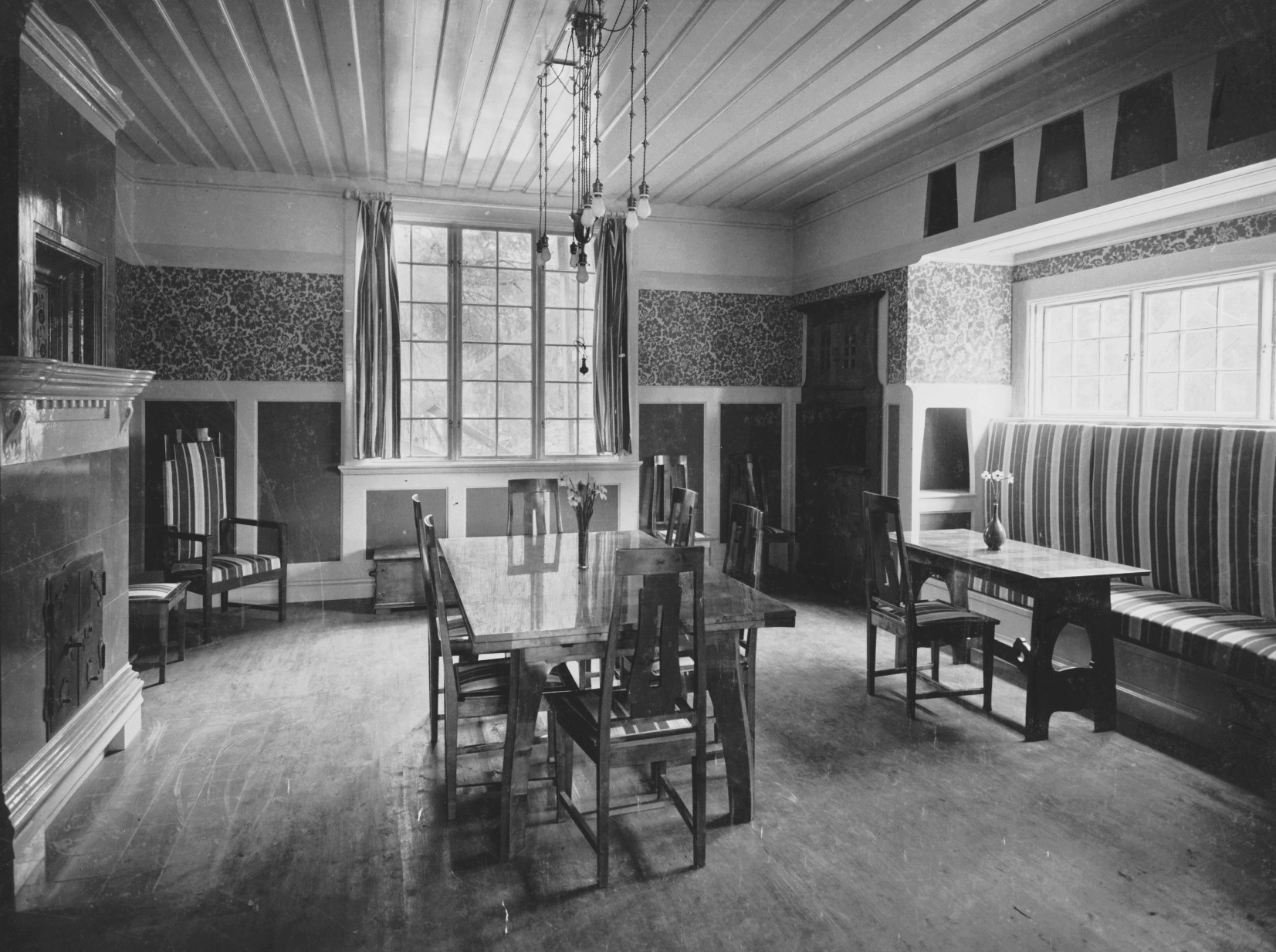
Matsalen
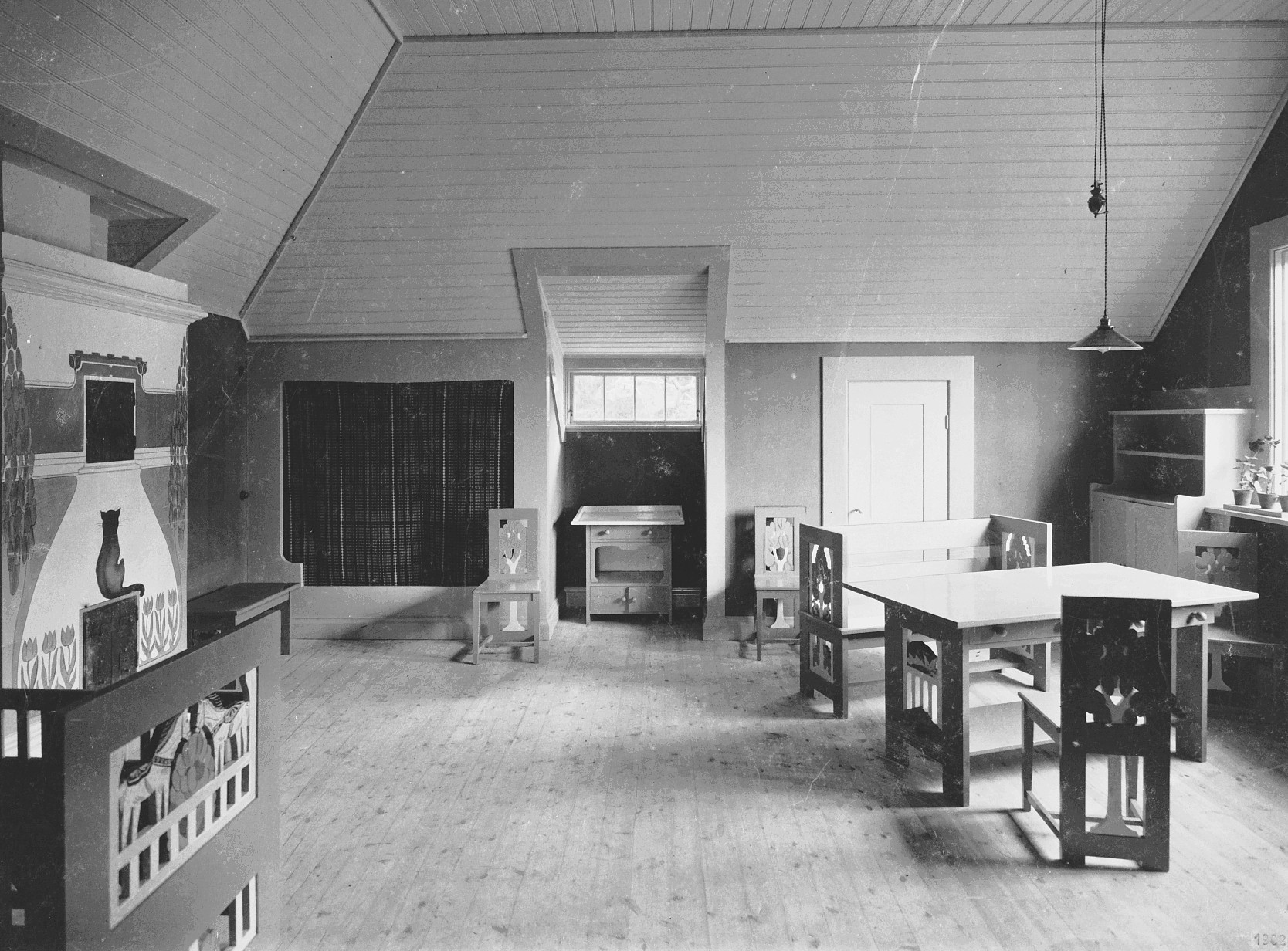
Barnkammare